# كفر صغير
كفر صغير (بالكردية: Kefêr Sixîrê‏) قرية سوريّة تتبع إداريّاً لمحافظة حلب منطقة جبل سمعان ناحية مركز جبل سمعان، بلغ تعداد سكانها 3,130 نسمة لعام 2004، والأغلبية من الكرد.